# Dominique Vérien
Dominique Vérien, née le 29 août 1965, est une femme politique française. Elle est actuellement sénatrice de l'Yonne.

## Biographie

### Carrière professionnelle
Ingénieure en travaux publics, elle travaille quatre ans pour Colas, avant de créer sa propre entreprise.

### Parcours politique
Dominique Vérien commence sa carrière politique en se présentant à la mairie de Saint-Sauveur-en-Puisaye. De 2008 à 2014, elle est la 1re adjointe du maire, Jean-Jacques Révillon. Elle est élue maire lors des municipales de 2014.
Lors des élections régionales de 2010, elle figure en 4e position sur la liste de la majorité présidentielle dans l'Yonne, mais elle n'est pas élue.
À la suite de l'élection de Guillaume Larrivé comme député de la 1re circonscription de l'Yonne, elle devient conseillère régionale de Bourgogne le 20 juin 2012.
Elle est candidate lors des élections sénatoriales de 2014,, mais elle n'est pas élue.
Le 17 février 2015, elle est désignée présidente de l'association des maires ruraux de l'Yonne (AMRY).
En 2015, elle est élue conseillère régionale de Bourgogne-Franche-Comté.
Le 2 juillet 2016, elle est élue présidente de l'UDI 89,.
Elle soutient Alain Juppé à la primaire de la droite et du centre de 2016.
Le 17 décembre 2017, elle est élue sénatrice de l'Yonne,,,,,,. Touchée par le cumul des mandats, elle démissionne de sa fonction de conseillère régionale et de celle de maire de Saint-Sauveur-en-Puisaye, mais elle reste conseillère municipale et conseillère communautaire.
Réélue en 2020,, elle devient membre de la commission des lois. 
Dominique Vérien a été élue le 18 octobre 2023 présidente de la délégation aux droits des femmes du Sénat pour trois ans, après en avoir été vice-présidente,.